# Scuola media: gli anni peggiori della mia vita
Scuola media: gli anni peggiori della mia vita è un film del 2016 diretto da Steve Carr e tratto dall'omonimo romanzo di James Patterson e Chris Tebbetts.

## Trama
Rafael "Rafe" Khatchadorian vive in una casa della classe media con sua madre Jules, la sua ribelle sorella minore Georgia e il pigro fidanzato di Jules che odia i bambini (in seguito fidanzato) Carl, che prende il soprannome di Orso. Rafe ha un'immaginazione iperattiva ed è molto appassionato del suo talento artistico.
Sebbene Rafe non sia entusiasta di iniziare il suo primo giorno alla Hills Village Middle School, gli ha ricordato che è la sua ultima opzione, dato che è già stato espulso dalle altre due nella zona. Le cose non vanno come sperava, perché scopre che il preside Ken Dwight e il vicepreside Ida Stricker sono anche peggio dei bulli e che la scuola è piena di regole ingiustificate e illegali.
Dopo che Dwight ha distrutto l'album da disegno di Rafe sciogliendolo in un secchio di acido, Rafe e il suo amico immaginario Leo (in seguito rivelato essere il suo defunto fratello minore morto di cancro ) escogitano un piano per avviare una massiccia "insurrezione" contro il preside Dwight e Stricker, infrangendo ogni regola del regolamento.
Lanciano diversi scherzi al preside Dwight, a Stricker e al personale della scuola, tra cui mettere foglietti adesivi in tutta la scuola, riempire la sala insegnanti con palline di plastica, tingere i capelli del preside Dwight di rosa e trasformare la bacheca dei trofei della scuola in un acquario. Si riferisce a questo piano come "Operazione: le regole non sono per tutti" o RAFE
Con l'avvicinarsi del test annuale BLAAR (BaseLine Assessment of Academic Readiness), Dwight vede un'opportunità per migliorare i risultati della sua scuola (e quindi il suo bonus annuale) eliminando dal test la classe apparentemente poco performante di Rafe. Rafe e l'intera classe vengono sospesi per gli scherzi del giorno prima della prova. Inoltre, l'insegnante di Rafe, il signor Teller, viene licenziato poiché il preside Dwight sospetta il suo coinvolgimento. Dwight quindi offre a Rafe un accordo per lasciare che la sua classe prenda la colpa e lui sarà l'unico a non essere sospeso. Tuttavia, Rafe attiva deliberatamente il sistema di irrigazione e Dwight lo espelle immediatamente .
Jeanne Galleta mostra a Rafe che Dwight ha messo prove false nei loro armadietti per impedire alla loro classe di sostenere il BLAAR. Rafe escogita un piano per fermare il test ed smascherare Dwight e Stricker insieme a Jeanne, Leo, Georgia, Gus, Miller e i suoi sospesi. classe. Il giorno successivo, sia Dwight che Stricker vengono licenziati dopo che Teller e il sovrintendente Hwang ricevono le prove e decidono di sporgere denuncia contro entrambi.
Mentre Dwight esce, viene preso in giro con una tintura per capelli verde nel cappello. Jules rompe con Bear dopo aver scoperto la sua vera natura, e Rafe viene reintegrato in HVMS e dice addio al Leo immaginario (venendo così finalmente a patti con la morte di Leo). Condivide un bacio con Jeanne che infrange la regola n. 86, nessuna manifestazione pubblica di affetto, completando così l'operazione RAFE mentre Leo osserva dal suo UFO immaginario. Il film si conclude con gli alieni a due teste nell'UFO che fanno una festa da ballo e una telecamera guarda la Terra.

## Produzione

### Riprese
Le riprese principali del film sono iniziate il 21 novembre 2015 ad Atlanta, Georgia, e si sono concluse il 19 gennaio 2016. Per la scuola, sono stati utilizzati il Fulton County Instructional Technology Center per le riprese degli interni e l'Atlanta International School e la Westlake High School per gli esterni. Le case nei quartieri di Edgewood e Lake Claire sono state location per le sequenze nella casa di Rafe, mentre Kevin Rathbun Steak su Krog Street è stato utilizzato per la scena del ristorante. Le altre locations includono la Lindbergh Center station della MARTA, Kirkwood ed una parte di Irwin Street vicino ad Inman Park.

## Distribuzione
Il film è stato distribuito il 7 ottobre 2016.
In Italia il film è stato distribuito il 10 febbraio 2017 in streaming su Netflix.

### Home media
Negli Stati Uniti il film è stato distribuito in Blu-ray, DVD, digital download e Netflix il 3 gennaio 2017.

## Riconoscimenti
- 2016 - Hollywood Music In Media Awards
  - Nomination Outstanding Music Supervision - Film
- 2017 - Annie Award
  - Nomination Miglior special d'animazione
- 2017 - Guild of Music Supervisors Awards
  - Nomination Best Music Supervision for Film Budgeted Under 10 Million Dollars
- 2017 - Young Artist Award
  - Nomination Best Performance in a Feature Film - Supporting Teen Actor a Thomas Barbusca
- 2017 - Young Entertainer Awards
  - Nomination Best Young Ensemble Cast - Feature Film a Thomas Barbusca, Griffin Gluck, Isabela Merced ed Alexa Nisenson